# アイアイ (ナミビア)
アイアイ（Ai-Ais）は、ナミビア共和国のカラス州に存在する、温泉が湧いているリゾート地である。フィッシュ川の流域、カラスバーグの西128 km、ケートマンスフープの南西224 kmに位置する。アイアイとは、コイコイ人の言葉で「火・火」、すなわち「火のように熱い」という意味である。アイアイの温泉は、カラス州にとって重要な観光資源の1つである。